# Armorial des familles basques (Al - Ap)
Cet article décrit l'armorial des familles basques par ordre alphabétique et concerne les familles dont les noms commencent par les lettres « Al » successivement jusqu’à « Ap ».

## Blasonnements

### Al
Famille Alain de Beaumont (Navarre):
| Blason | Blasonnement : D'argent à trois pattes de vache de gueules, onglées d'or. Commentaires : Famille d'origine française, établie au royaume de Navarre. |

Famille Alatrista (Irun):
| Blason | Blasonnement : D'azur à la chape d'or, l'azur chargé à dextre et senestre d'une aile d'aigle d'or, et la chape d'or d'une aile d'aigle d'azur. A la bordure de gueules chargée d'une chaîne d'or à huit maillons. Commentaires : Ancienne famille noble de la ville d'Irun dont plusieurs membres participèrent à la conquête de l'Andalousie sur les Musulmans, à la bataille de Las Navas de Tolosa (1212) et à la prise de Úbeda. |

Famille Alava (Navarre):
| Blason | Blasonnement : D'azur à la croix alaisée d'or surmontée d'une étoile du même; à la bordure de... [cousue de gueules] chargée de croisettes d'or. Commentaires : Des membres de la famille de ce nom s'établirent en Navarre, à Tudela, et s'allièrent aux Fùnes. Ils furent reconnus nobles par la Real Audiencia de Pampelune en 1561. |

Famille Alava (Navarre):
| Blason | Blasonnement : D'azur au lion rampant d'or, couronné du même, lampassé de gueules. Commentaires : Une maison noble de ce nom existait à Los Arcos, près d'Estella. Reconnaissance de noblesse par la Real Audiencia de Pampelune en 1781. |

Famille Albeniz (Alava):
| Blason | Blasonnement : Mantelé, aux 1 et 2 d'argent au peuplier arraché de sinople, au loup de sable, lampassé de gueules, brochant sur le tronc; au 3 d'or au chêne terrassé de sinople, fruité d'or, au loup de sable passant au pied de l'arbre surmonté d'une étoile de gueules. Commentaires : Ancienne maison noble à Albéniz, commune de San Millân dont est issue celle d'Abarzuza, près d'Estella, en Navarre, et celle d'Araya, près de Vitoria. |

Famille Alberas (Pays de Mixe):
| Blason | Blasonnement : De gueules à dix coquilles d'argent posées en trois pals, et une en pointe. |

Famille Alberro (Fontarrabie):
| Blason | Blasonnement : Écartelé, aux 1 et 4 d'azur au château d'argent ; aux 2 et 3 d'or au loup passant de gueules. Commentaires : Famille originaire de Navarre, établie à Fontarrabie, Irun et Ataun. Preuves de noblesse à Ataun en 1399 par Martin Alberro Gozabarri, à Fontarabie en 1610 par Tomàs de Alberro, à Saint-Sébastien en 1724 par Pedro de Alberro. |

Famille Albistrig (Navarre):
| Blason | Blasonnement : D'or à deux loups affrontés de sable, posés en chevron. Commentaires : Famille d'origine française, établie à Pampelune où elle contracta de puissantes alliances. Le nom Albistrig fut basquisé en Albisto. Une branche de cette famille s'établit à Olite et portait les armes précédentes avec une bordure de gueules chargée de, seize flanchis d'or. Mosén (le seigneur) Albisto était membre de la maison royale navarraise en 1412. |

Famille Albiztur (Guipuscoa):
| Blason | Blasonnement : Écartelé, aux 1 et 4 d'azur au château d'argent donjonné de trois pièces; aux 2 et 3 de gueules au lion rampant d'or. Commentaires : Cité unie à Tolosa en 1384, union confirmée par Jean Ier en 1389 et Henri III en 1392. Elle devint ville "noble et fidèle" par concession du roi Philippe III en 1617. |

Famille Albizu (Guipuscoa - Labourd):
| Blason | Blasonnement : Écartelé, au I d'azur au chaudron d'argent pendant du chef par une chaîne d'or, accompagné en pointe, à dextre et à senestre, des lettres d'or Su et Su; au 2 de sinople à la bande d'or engoulée de têtes de dragons du même et chargées en lettres de sable du nom Albizu; au 3 d'or à la cuve d'argent cerclée de trois pièces de sable; au 4 d'azur au senestrochère armé d'argent tenant une hache d'armes du même. A la bordure générale de gueules chargée de huit feuilles de peuplier d'argent. Commentaires : Des maisons nobles de ce nom existaient à Zaldivia, Lazcano, Ataun, Irun, ainsi qu'en Biscaye, Alava et Navarre. Juan de Albizu était résident de Lazcano en 1399. Juan de Albizu prouva sa noblesse à Saint-Sebastien en 1658 et autre Juan de Albizu en 1727. Des membres de ce lignage s'établirent en Labourd à la suite des guerres carlistes. |

Famille Alcayada (Irun - Cinco Villas):
| Blason | Blasonnement : D'or au saule de sinople, au sanglier passant de sable au pied du tronc. Commentaires : Ancienne maison noble d'Irun. Une autre maison noble de ce nom aurait existé à Lesaka, dans les Cinco Villas. Miguel et Juan de Alcayada furent parmi les premiers à prêter hommage au roi Alphonse VIII de Castille et participèrent avec lui à la bataille de Las Navas de Tolosa en 1212. Des membres de cette famille s'établirent au XVIIe siècle au Guatémala où ils tirent acte de leur noblesse en 1699. |

Famille Alcega (Hernani - Fonatarabie):
| Blason | Blasonnement : D'azur à l'arbre au naturel accompagné à dextre d'un chaudron d'argent suspendu à l'arbre par une chaîne du même et posé sur des flammes de gueules. Commentaires : Maison noble d'Hernani dont une branche s'établit à Fontarrabie et une autre en Biscaye. Preuves de noblesse à Hernani en 1676 et 1686. Juan Perez de Alcega, vivant en 1456, fut contraint de laisser démolir le palais Alcega, d'Hernani. Cristobal de Alcega, de Fontarabie, chanoine de Séville, au XVIe siècle, était le neveu de l'archevêque Cristobal de Roxas. Diego de Alcega devint évêque de Cordoue. |

Famille Alchacoa (Fontarrabie):
| Blason | Blasonnement : D'argent à l'arbre de sinople sur une onde d'azur et d'argent, surmonté d'une étoile de gueules. A la bordure de gueules chargée de huit flanchis d'or. |

Famille Alcibar (maison d'Azcoitia - vallée d'Oiartzun):
| Blason | Blasonnement : D'or au chêne de sinople, au loup de sable brochant sur le tronc, et une bordure d'azur chargée de quatre fleurs de lys d'or (Maison d'Azcoitia). Commentaires : Famille originaire du lieu d'Alcibar, dans la vallée d'Oiartzun. |

Famille Alcibar (maison d'Azpeitia - vallée d'Oiartzun):
| Blason | Blasonnement : D'azur à trois étoiles d'argent mal ordonnées; coupé de gueules à trois besants 2 et 1. (Maison 'Azpeitia). Commentaires : Famille originaire du lieu d'Alcibar, dans la vallée d'Oyarzun, dont la maison d'armes se trouvait à Azpeitia. Des rameaux de cette famille fondèrent des maisons à Gabiria, Azcoitia, Segura, Oñate, en Guipuzcoa, et Arratia, près de Markina, en Biscaye. À cette famille appartenait Joaquin Maria de Alcibar y Acharân, chevalier, capitaine de l'armée royale et chevalier de l'Ordre de Charles III, en 1704. |

Famille Alcibar (maison d'Oñate - vallée d'Oiartzun):
| Blason | Blasonnement : Écartelé d'argent à la barre d'azur, et d'azur au chaudron d'or (Maison d'Oñate). Commentaires : Famille originaire du lieu d'Alcibar, dans la vallée d'Oiartzun. |

Famille Alciga (Fontarrabie):
| Blason | Blasonnement : D'or au losange d'azur chargé d'une aigle cousue de sable, becquée et membrée d'or, cantonné de quatre feuilles de peuplier de gueules. Ce sont des Armes à enquerre |

Famille Alcine (Basse-Navarre):
| Blason | Blasonnement : D'argent à l'arbre de sinople, au loup passant de sable, la tête Contournée, brochant au pied de l'arbre auquel il est attaché par une chaîne d'or. |

Famille Alcoberro (vallée de Santesteban):
| Blason | Blasonnement : Écartelé, aux I et 4 d'azur au château d'argent; au 2 et 3 d'or au loup passant de gueules. |

Famille Aldabe (Irun):
| Blason | Blasonnement : D'or à la montagne de pourpre au pied de laquelle jaillit une source d'eau, accompagnée à dextre d'un arbre de sinople à la couleuvre au naturel enroulée autour du tronc. Commentaires : Très ancienne maison noble d'Irun dont plusieurs membres participèrent à la bataille de Las Navas de Tolosa, contre les maures, en 1212, et à celle del Salado en 1340. Un rameau établi à Bilbao a produit plusieurs prévots de cette ville en 1624. Les rameaux établis en Biscaye et Navarre portent les mêmes armes. |

Famille Aldama (Biscaye):
| Blason | Blasonnement : D'or au chêne de sinople, terrassé du même, de la cime duquel sortent deux bras de gueules et une fleur de lys du même, et deux loups de sable brochants sur le tronc. À la bordure de gueules chargée de neuf flanchis d'or. Commentaires : Maison noble de Quejana, en Alava, dont les membres se répandirent sur toute la province, puis en Biscaye, à Amorebieta et dans la vallée d'Orozko. |

Famille Aldaola (Guipuscoa):
| Blason | Blasonnement : Écartelé, aux 1 et 4 de gueules à la tour d'argent ; aux 2 et 3 d'or au sanglier passant de sable. Alias : coupé, de sinople à la tour d'argent, et d'argent au chêne de sinople. Commentaires : Famille de Segura, près d'Azpeitia. Juan Martinez de Aldaola habitait Segura en 1433 et autre Juan Martinez de Aldaola en 1475. Juan de Aldaola, habitant de Zumaia, fut procureur de cette ville à la Junte Générale de Getaria en 1397, et Juan Martinez de Aldaola, de celle de Segura. |

Famille Alday (Biscaye - Guipuscoa - Labourd):
| Blason | Blasonnement : Écartelé en sautoir, aux 1 et 4 d'azur à une épée d'or; aux 2 et 3 d'argent au lion rampant de pourpre. Commentaires : La maison noble d'origine de cette famille était sise à Getxo, près de la côte, au nord de Bilbao. D'autres maisons de ce nom existèrent à Berango (au sud de Getxo), à Zeanuri, Gordejuela et Orduña. Des rameaux s'établirent en Guipuscoa à Olaverrieta (près de Mutriko) et à Oñate. |

Famille Aldude (Basse-Navarre):
| Blason | Blasonnement : Mantelé, aux 1 et 2 de gueules à cinq fleurs de lys d'argent posées en sautoir; au 3 d'or au chevron dentelé d'azur. Commentaires : Famille originaire du village bas-navarrais des Aldudes. |

Famille Alegue (Labourd):
| Blason | Blasonnement : D'azur à une "loriga" d'argent. |

Famille Aleman (vallée du Baztan):
| Blason | Blasonnement : D'argent à trois ailes abaissées de gueules. |

Famille Allemand-Lavigerie (Bayonne):
| Blason | Blasonnement : D'azur au pélican avec sa pitié d'argent, à la bordure du même. Commentaires : Famille originaire de Charentes, illustrée par Charles Martial, cardinal Lavigerie, primat d'Afrique. Etienne-Pierre Allemand-Lavigerie, fonctionnaire, demeurant à Angoulême (Charentes) épousa Françoise Ferrand, dont il eut dix-sept enfants dont Léon Philippe Allemand-Lavigerie, contrôleur des douanes à Bayonne, décédé à Angoulême. |

Famille Allin (Navarre):
| Blason | Blasonnement : D'azur à l'arbre de sinople accompagné de deux étoiles à cinq rais d'or. Commentaires : Armes générales de la vallée d'Allin ou Valdellin, au nord d'Estella, sur la rivière Urederra. |

Famille Almandois (Cinco Villas):
| Blason | Blasonnement : Armes primitives: d'argent à la tour au naturel, maçonnée de sable. Alias:coupé d'argent à la tour au naturel, maçonnée de sable, et d'azur à deux bandes d'or accompagnées de sept fleurs de lys d'argent, 2 en chef, 3 entre les bandes et 2 en pointe. Commentaires : Maison noble à Igantzi, Cinco Villas. Comme maison des plus anciennes de Yanci, elle utilisa les armes de cette cité. Maison aussi nommée Almandoys. |

Famille Almandoz (vallée du Baztan):
| Blason | Blasonnement : D'or à trois feuilles de figuier de sinople posées 1 et 2. Alias: écartelé, aux I et 4 échiqueté d'argent et de sable (qui est de la vallée du Baztan); aux 2 et 3 d'or à trois feuilles de figuier de sinople (qui est Almandoz). Commentaires : Maison noble du lieu d'Almandoz dont elle prit le nom, alliée notamment aux seigneurs d'Ezpeleta. |

Famille Almoravid (Navarre):
| Blason | Blasonnement : Depuis 1250: écartelé, au 1 d'argent à trois croix latines de gueules, une en chef et à senestre, les deux autres en pointe placées en fasce; aux 2 et 3 d'argent à deux pals de pourpre; au 4 d'argent à deux fasces de gueules,. Commentaires : Palais de Pampelune qui donna son nom à l'une des plus puissantes familles du royaume. Garcia de Almoravid fut, en 1277, chef des insurgés de Pampelune contre la reine Jeanne de Navarre. (S'il s'agit de Jeanne 1ère de Navarre, elle n'avait au maximum que 6 ans...) Garcia de Alimoravid et son ffrère Gonzalo furent capitaines de la Navarreria de Pampelune, et Fortuño de Alimoravid ricohombre (l'un des douze premiers barons) et alférez mayor (chef militaire) de Navarre. |

Famille Aldepedrete (Navarre):
| Blason | Blasonnement : Écartelé par un filet en croix d'or chargé en lettres de sable du mot Acre, au I d'azur au soleil d'or, au 2 d'azur à trois étoiles d'or, au 3 d'argent au lion de pourpre, armé de gueules, au 4 de gueules à une fleur de lys d'or. Commentaires : Famille qui serait issue d'un chevalier français du nom de Jean Alpedrete de La Breña qui s'établit en Navarre à son retour de Croisade. |

Famille Alquiza (Fontarrabie):
| Blason | Blasonnement : De gueules à une croix de Calatrava d'or, et une bordure d'azur chargée de huit étoiles d'or. Commentaires : Ancienne maison noble de la ville de Fontarrabie dont un rameau fonda une maison à Mondragon (Arrasate en basque) et un autre à Alquiza, près de Tolosa, lui donnant son nom. |

Famille Alsasua (Navarre):
| Blason | Blasonnement : Écartelé, au I de sinople au senestrochère d'argent tenant une épée du même; au 2 d'argent à la croix de gueules chargée de deux coquilles d'argent; au 3 d'argent à deux chaudrons de sable; au 4 de gueules à cinq feuilles de peuplier d'argent posées en sautoir; et brochant sur le tout, un écu de gueules chargé d'un mouton d'argent,. Commentaires : Une maison de ce nom existait en cette cité qui portait ces armes. |

Famille Alsualdea (Labourd - Cinco Villas):
| Blason | Blasonnement : De gueules à deux cavaliers armés sur des chevaux au galop d'argent, accompagnés en chef d'une étoile d'or. Commentaires : Famille originaire d'Halsu, en Labourd, qui fonda des maisons à Bera de Bidasoa et Lesaka, dans les Cinco Villas. |

Famille Altuna (Guipuscoa):
| Blason | Blasonnement : D'argent à trois lions de gueules, 2 et 1. Alias: parti, au 1 de sinople à la tour d'argent; au 2 d'azur à trois Coquilles d'argent 2 et 1. Commentaires : Importante famille dont la maison d'armes était à Urrestilla (Azpeitia), qui se répandit à Azpeitia, Urnieta, Elgueta et Bergara. Martin de Altuna se distingua lors de la guerre entre Alphonse de Castille et Sanche le Sage, roi de Navarre, à la fin du XIIe siècle. |

Famille Alvaro-Luis (Bayonne):
| Blason | Blasonnement : D'azur à trois chevrons d'argent. Commentaires : Famille portugaise de Saint-Esprit (quartier de Bayonne). Armes enregistrées d'office en vertu de l'édit de novembre I6l6. |

Famille Alza (Guipuscoa):
| Blason | Blasonnement : D'azur à une bande d'argent, engoulée de têtes de dragons d'or, lampassées de gueules, accompagnée en chef d'une étoile d'or et eu pointe d'un croissant d'argent. Commentaires : Maison noble d'Altza, dont elle prit le nom et dont les descendants créerent une autre maison dans la vallée d'Oiartzun et une autre à Irun. |

Famille Alzarte (Guipuscoa):
| Blason | Blasonnement : D'or à deux aulnes de sinople à un ours rampant de sable appuyé contre le tronc de l'arbre de dextre (maison de la vallée de Léniz). Commentaires : Filiation établie depuis Lope de Alzarte, seigneur de la maison de ce nom à Bolibar-Ugazua, près de Bergara, vivant en 1429. |

Famille Alzate (Basse-Navarre):
| Blason | Blasonnement : D'or à deux loups [de sable] posés en pal et une bordure componée d'or et de gueules,. Commentaires : Ces armes sont celles d'Alzate, du lignage de Gamboa. Cette famille est originaire du Pays de Cize et essaima en Guipuzcoa (Fontarrabie et Elgoibar). On trouve des Alzate de ce lignage en Navarre, avec des armes modifiées (ci-dessous). |

Famille Alzate (Navarre):
| Blason | Blasonnement : D'or à deux loups passants de sable, armés et lampassés de gueules, posés en pal; à la bordure engrêlée de gueules. Alias: écartelé, aux 1 et 4 d'argent au loup passant de sable, armé de gueules, et une bordure engrêlée de gueules; aux 2 et 3 d'or à cinq feuilles de peuplier d'azur posées en sautoir,. Commentaires : On trouve des Alzate de ce lignage en Navarre, avec des armes modifiées. |

Famille Alzate (Elgoibar):
| Blason | Blasonnement : Parti, au 1 d'or au chêne de sinople et un loup de sable brochant sur le tronc; au 2 d'azur à une bande d'or engoulée de têtes de dragons du même. À la bordure générale échiquetée d'argent et de gueules de deux tires,. Commentaires : Les Alzate établis à Elgoibar. |

Famille Alzu (Saint Michel de Cize):
| Blason | Blasonnement : D'or à deux fasces d'azur. Commentaires : Seigneurs de Zaro, Libiette et de la salle de Larceveau. Admis aux Étals de Navarre, cités au rôle de 1729. |

Famille Alzu (Soule):
| Blason | Blasonnement : De gueules à trois chevrons d'or. |

Famille Alzualde (vallée du Baztan):
| Blason | Blasonnement : Échiqueté d'argent et de sable (armes de la vallée). Commentaires : Maison noble dont était issu Pedro de Alzualde, reconnu noble en 1671 par le Tribunal royal de Pampelune. |

Famille Alzubide (Irun - Cinco Villas):
| Blason | Blasonnement : D'azur au château d'or et deux lions affrontés du même appuyés contre les murailles. Alias: à la bordure de gueules chargée de huit flanchis d'or. Commentaires : Maison noble d'Irun. Léon de Alzubide, de Lesaka, dans les Cinco Villas, fut reconnu noble en 1561. |

Famille Alzumberraute (Pays de Mixe):
| Blason | Blasonnement : D'argent au lion de sable, armé et lampassé de gueules. Commentaires : Terre érigée en baronnie en 1564 en faveur de Jean d'Esquille, président à mortier au Parlement de Navarre. |

Famille Alzurrun (Saint-Martin-d'Arberoue):
| Blason | Blasonnement : D'or à une croix de gueules chargée de cinq étoiles d'argent. Commentaires : Michel d'Ulzurrun, alcade de la ville de Pampelune, docteur en droit, prêta serment à Ferdinand le Catholique pour l'Ordre de l'Université et au nom de la ville de Pampelune. Les Alzurrun étaient députés du Tiers état au XVIIIe siècle. |

Famille Alzuyeta (Larressore):
| Blason | Blasonnement : De gueules à trois coquilles d'argent, 2 et 1; à la bordure engrêlée du même. Commentaires : Filiation établie à Larressore, en Labourd, depuis 1658. Le nom était Alçuyet au départ, qui signifie "de" (suffixe -et, ou -eta en Euskara bátua) "l'aulne" (Alçu ou Alzu, même étymologie que le village labourdin Haltsu). La branche subsistante, fixée à Larressore, était propriétaire de la grande maison Ttipienia et ses membres exerçaient la profession de tuiliers. La famille s'est enrichie à Acapulco (Mexique) au cours du XIXème siècle, puis s'est rétablie dans le Labourd après une épidémie de choléra. Là-bas a été construite la "Casa Alzuyeta y Compañía", maison de commerce monumentale sur l'avenue Cuauhtémoc qui appartenait à la famille, détruite par le tremblement de terre de 1909. |

### Am
Famille Amanieu (Basse-Navarre):
| Blason | Blasonnement : Différences entre dessin et blasonnement : Ci-contre, le dessin du blason est faux car décrit par le blasonnement D'azur à trois fleurs de lys d'or (de France), écartelé de gueules plein (Albret).Les fleurs de lys représentées sont d'argent ce qui est faux.. Ecartelé : D'azur à trois fleurs de lys d'or en devise (de France); et de gueules plein (d'Albret). Commentaires : Famille que certains auteurs (El Solar Navarro tome 1 Famille Amanuberri...) présentent comme l'origine des seigneurs d'Albret. Amanieu est un des prénoms des anciens seigneurs d'Albret qui devinrent par Jean III d'Albret, rois de Navarre, à la suite de son mariage en 1484, avec Catherine de Foix, reine de Navarre de 1483 à 1517. |

Famille Amanuberri (vallée de Baïgory):
| Blason | Blasonnement : Écartelé, aux 1 et 4 d'or, à la bande d'azur accompagnée de six roses de gueules, feuillées de sinople posées 2 et 1 en chef et en pointe; aux 2 et 3 d'argent, à quatre tours de sable, ouvertes et ajourées d'or rangées deux et deux; à la bordure générale d'azur, à trois fleurs de lys d'or posées deux aux cantons du chef, l'autre en pointe. Commentaires : L'affichage du blason ne montre les 4 tours que lors d'un zoom |

Famille Amasorain (Saint-Sébastien):
| Blason | Blasonnement : D'or à l'aigle de sable, et une bordure dentelée de gueules. Commentaires : Très ancienne maison noble du lieu d'Artiga, à Saint-Sébastien, dont les membres contribuèrent au peuplement et fondèrent l'église de San Sebastian el Antiguo (XIe siècle. Les seigneurs d'Amasorrnin servirent les rois de Navarre et participèrent à la conquête de l'Andalousie sur les Maures, aux prises de Cordoue et Séville (XIIIe siècle). |

Famille Amaza (Cinco Villas):
| Blason | Blasonnement : Écartelé, aux 1 et 4 d'argent à deux vaches de sable l'une sur l'autre; aux 2 et 3 aussi d'argent à deux sangliers de sable l'un sur l'autre. Commentaires : Famille de Lesaka, dans les Cinco Villas. |

Famille Amazada (Cinco Villas):
| Blason | Blasonnement : Parti d'argent : au 1er au sanglier de sable défendu de gueules brochant le fût d'un arbre de sinople; au 2è au bœuf passant de sable. Commentaires : Famille peut-être issue des précédents, mais dont les armes sont différentes. |

Famille Ambulodi (Irun):
| Blason | Blasonnement : D'or à l'arbre de sinople, accompagné au pied d'un loup de sable (armes primitives). Ecartelé, aux 1 et 4 d'or à l'aigle de sable; aux 2 et 3 échiqueté d'argent et d'azur (Armes modernes). Commentaires : Maison noble d'Oyarzun dont les membres s'établirent à Irun. Miguel de Ambulodi fut l'un des vainqueurs de la bataille de San Marcial en 1522. |

Famille Amendeuix (Pays de Mixe):
| Blason | Blasonnement : D'azur à la fasce ondée coupée d'argent et d'azur. Commentaires : Le seigneur d'Amendeuix avait entrée aux Etats de Navarre. Cette terre noble passa aux Montréal d'Urtubie puis aux d'Hosta. |

Famille Amescoa (Navarre):
| Blason | Blasonnement : De gueules au château d'or, à la bordure d'argent chargée d'une chaîne de sable de quatre maillons. Commentaires : Très ancienne maison noble dans la vallée de ce nom. Une branche l'établit en Alava, à San Román de Campezo. Provisions royales de noblesse en la chancellerie de Valladolid en 1791. |

Famille Ametzague (Basse-Navarre):
| Blason | Blasonnement : De sinople au senestrochère d'argent tenant une lance d'or à la banderole d'argent (alias : chargée de trois flanchis). On y voit plutôt un dextrochère dans le libro de Armeria del reino de Navarra. Commentaires : Maison noble à Saint-Just-Ibarre, en Ostabaret, établie également à Saint-Étienne-de-Baïgorry. |

Famille Amez (Biscaye):
| Blason | Blasonnement : Parti d’or : au 1er, d’un saule de sinople accosté d’un ours levé de sable contre le fût; au 2d à trois bandes de gueules; à la bordure générale d’argent chargée de huit hermines de sable en orle. |

Famille Amezaba (Basse-Navarre):
| Blason | Blasonnement : Écartelé, aux 1 et 4 d'argent au senestrochère armé tenant une lance de gueules à la banderole à deux pointes; aux 2 et 3 d'azur à quatre flanchis d'argent posés en deux pals. |

Famille Amezketa (Guipuscoa - Labourd):
| Blason | Blasonnement : D'or au chêne tauzin de sinople, accompagné à senestre d'un ours de sable appuyé contre le fût de l'arbre, et à dextre de deux clous de sable posés en chevron renversé. Commentaires : Puissante famille seigneuriale dont la maison souche, Jauregia, se trouve au village d'Amezketa, au sud de Tolosa. Les Amezketa devinrent seigneurs de Saint-Pée-sur-Nivelle et d'Arbonne, en Labourd. |

Famille Amigot (vallée de Roncal):
| Blason | Blasonnement : D'azur au pont d'or de trois arcs. accompagné sous l'arcade centrale de trois rochers d'argent, et en chef, d'une tête de roi maure de sable, ensanglantée de gueules. (Armes de la vallée du Roncal). Commentaires : Maison noble d'Isaba, dans le Roncal. Reconnaissance de noblesse en 1776 et 1790 comme descendants de Cette maison noble. |

Famille Amirola (Alava):
| Blason | Blasonnement : De sinople à cinq feuilles de peuplier de gueules, bordées d'argent et posées en sautoir. A la bordure de gueules séparée du champ par un filet d'argent, chargée de treize étoiles d'or. * Il y a là non-respect de la règle de contrariété des couleurs : ces armes sont fautives. Ce sont des Armes à enquerre Différences entre dessin et blasonnement : Le dessin oublie le filet "séparant" le champ. Pour éviter l'enquerre il faudrait blasonner: de sinople à cinq feuilles de peuplier d'argent surchargées chacune d'une feuille de peuplier de gueules, ... idem pour la bordure.. Commentaires : Maison noble de Respaldiza, à Ayala (au nord d'Amurrio). Ce lignage est issu de celui de Murga et fut mêlé à toutes les luttes entre maisons rivales au cours du XVe siècle. |

Famille Amorena (vallée du Baztan):
| Blason | Blasonnement : D'argent au chêne arraché de sinople, à l'ours [de sable] brochant sur le tronc auquel il est attaché par une chaîne [du même]. Alias: d'or à deux arbres de sinople terrassés de sinople. Alias: d'azur à une faucille d'or, emmanchée de sable. Commentaires : Famille de Bozate, près d'Errazu. |

Famille Amorotz (Pays de Mixe):
| Blason | Blasonnement : D'or à trois roses de gueules 2 et 1,. Commentaires : Les seigneurs de ce nom prenaient la qualification de noble dans les actes notariés antérieurs à 1670 et avaient entrée aux États de Navarre où ils figurent dans les rôles de 1572 à 1729. A.W. d'Amorotz figure en 1206 dans la transaction passée entre le chapitre de la cathédrale de Bayonne et l'hôpital de Saint-Esprit, en tant que commandeur d'Ucharde, de l'Ordre de Saint-Jean de Jérusalem. |

Famille Amurrio (Alava):
| Blason | Blasonnement : D'argent à deux loups passants de sable, les pattes de gueules, posés l'un sur l'autre. A la bordure de gueules chargée de huit couronnes antiques à cinq pointes, d'or. Commentaires : Maison infançonne dont le nom primitif semble avoir été Ibarguen, et qui prit le nom de la ville alavaise dont elle était issue. |

### An
Famille Anaut (vallée de Roncal) :
| Blason | Blasonnement : D'azur au pont d'or à trois arches accompagné sous l'arche centrale de trois rochers d'argent, et en chef d'une tête de roi maure de sable, ensanglantée de gueules (armes de la vallée). Commentaires : Maison noble à Isaba, dans la vallée de Roncal. |

Famille Anchorena (vallée du Baztan) :
| Blason | Blasonnement : Échiqueté d'argent et de sable (armes de la vallée). Commentaires : Famille de Berroeta. Reconnaissance de noblesse en 1734 et 1776. |

Famille Ancilla (Biscaye) :
| Blason | Blasonnement : Ecartelé, au 1 d'or au château au naturel; au 2 d'azur au rocher d'argent surmonté d'un lion rampant affronté à un homme, l'épée à la main ; au 3 d'argent au chêne de sinople; au 4 de sinople au senestrochère d'argent armé d'un bâton, sur une onde d'azur et d'argent (armes primitives). Commentaires : Très ancienne maison forte et noble sur le port de Bermeo, dont les membres participèrent à la conquête de l'Andalousie sur les Maures, à la suite des rois de Navarre et de Castille, et, à la suite de la victoire del Salado, le roi Alphonse XI de Castille leur octroya les armes suivantes : de gueules à la bande d'or engoulée de têtes de dragons du même. |

Famille Andaburu (Pays de Mixe) :
| Blason | Blasonnement : D'argent à trois roses de gueules 2 et 1. Alias : d'argent à trois fleurs de lys de gueules, 2 et 1. |

Famille Andagoya (Alava) : 
| Blason | Blasonnement : Parti de sinople à une cité fortifiée d'or, au centre de laquelle s'élève un château du même, ouvert d'azur, la tour sommée d'un drapeau de gueules bordé d'or, chargé d'une croix du même. La pointe de l'écu entée en arrondi de gueules, coupé d'azur, et brochant sur le coupé un lion rampant d'or, couronné du même, attaché par le cou à une chaîne d'or issante du parti de sinople, le lion tenant de sa patte dextre, des lettres d'or posées en pal formant le mot "Tibro". À la bordure générale de gueules chargée de quatre flanchis d'or et quatre coquilles du même, alternées. Commentaires : Famille du conquistador Pascual de Andagoya. Maison du lieu d'Andagoya, à Cuartango (à l'ouest de Vitoria). Pascual de Andagoya fut l'un des conquérants des Indes, et reçut de la reine Jeanne la Folle et de son fils Charles Quint les armes ci-dessus. |

Famille Anduaga (Guipuscoa) :
| Blason | Blasonnement : Écartelé, aux 1 et 4 d'argent au griffon de gueules; aux 2 et 3 d'azur à l'aigle d'argent. Commentaires : Très ancien lignage issu de Sancho Fernandez de Tejada qui fonda une maison noble au quartier Anduaga du village d'Ezquioga, près d'Azpeitia, dont il prit le nom. La famille essaima ensuite à Oñate. Filiation établie depuis Lope de Anduaga, seigneur dudit lieu, vivant en 1490, père de Pedro de Anduaga qui épousa Catalina de Gaztelu, d'où Juan de Anduaga qui s'établit à Oñate. |

Famille Andueza (Navarre) :
| Blason | Blasonnement : Écartelé, aux 1 et 4 d'argent au pin de sinople, un sanglier passant de sable brochant au pied du tronc; aux 2 et 3 d'or à trois hameçons de gueules, 2 et 1. (Alias : les hameçons de sable posés en fasce). Commentaires : Famille du nord de la Navarre, à la limite du Guipuzcoa, dont la maison souche se trouvait dans la vallée d'Aràitz, entre Pampelune et Tolosa. Divers rameaux fondèrent des maisons à Iraneta (au sud de la vallée d'Aràitz, sur la rivière Arakil), à Arguinariz (à Girgillano au nord de Puente la Reina) et a Urdamoz (commune de Goñi, à l'ouest de Pampelune et sud d'Alsasua). De cette dernière maison sont issus les rameaux qui essaimèrent notamment à Viana (au sud de la Navarre) et dans la vallée d'Aoiz. Plusieurs membres de cette famille reçurent des lettres de reconnaissance de noblesse. |

Famille Andurain de Maytie (Soule) :
| Blason | Blasonnement : Écartelé, au 1 d'argent à l'aigle de sable, parti d'azur à six besants d'or, 2, 2 et 2 (qui est Guirail); au 2 d'or à deux griffons ailés de sinople et à l'orle de gueules chargé de quatre coquilles d'argent et de quatre flanchis d'or alternés (qui est Andurein); au 3 de pourpre au pilier d'argent adextré d'un lion rampant d'or et senestré d'une tour donjonnée de trois pièces d'argent, maçonnée de sable et ouverte du champ (qui est Casanova); au 4 d'argent à la bande alésée et potencée d'azur accompagnée de deux fleurs de lys de sable posées aux premier et quatrième quartiers (qui est Castillo). Commentaires : Maison noble de ce nom à Haux. Ancienne famille souletine, originaire de cette paroisse, et dont la filiation est établie depuis Pierre d'Undurein, cité en 1490. La première lignée s'éteignit avec Jeanne d'Undurein, héritière des biens de sa maison, qui épousa en 1668 Pierre de Guirail, juge jugeant à la cour de Licharre, qui prit le nom d'Undurein. |

Famille Angelo (vallée de Santesteban) :
| Blason | Blasonnement : Parti, au 1 de... [or Ou argent] à l'arbre [de sinople] au sanglier passant [de sable/ brochant sur le tronc, accompagné en chef d'une étoile (qui est Martinez de Angelo); au 2 d'azur à une fosse d'or entourée de onze flanchis d'or. Commentaires : Maison noble du nom d'Angelorena. |

Famille Angeloa (Pays de Mixe) :
| Blason | Blasonnement : Coupé, au 1 d'or à trois losanges d'azur posés en fasce; au 2 de gueules plein. Commentaires : Famille de Saint-Palais. |

Famille Angueleta (Labourd) :
| Blason | Blasonnement : D'or à trois chevrons d'azur chargés chacun de trois feuilles de peuplier d'argent. Devise: Contra el comùn enemigo, levàntese et suelo vasco. Cimier: un rocher d'argent accosté de deux lances du même, les fers de gueules. Commentaires : Famille d'Anglet. |

Famille Anguiles (Fontarrabie) :
| Blason | Blasonnement : D'azur à trois fasces haussées cousues de gueules, trois chaudrons cousus de sable en cœur, et un ours de sable en pointe. Commentaires : Armes décrites par Fray Francisco Lozano avec ces émaux. (armes fautives, le champ devrait être d'or ou d'argent). Ce sont des Armes à enquerre |

Famille Aniz (vallée du Baztan) :
| Blason | Blasonnement : D'or a l'arbre de sinople, à l'ours de sable brochant sur le tronc. La maison des Encartaciones porte écartelé, aux 1 et 4 de gueules au lion rampant d'or; aux 2 et 3 aussi de gueules à la bande échiquetée d'or et de sable, accompagnée de trois croissants renversés, 2 en chef d'or et un en pointe d'argent. La branche de Bilbao porte la bande échiquetée d'argent et de sable. Commentaires : Famille originaire du lieu d'Aniz, dans le Baztan, qui essaima dans les Encartaciones (ouest de la Biscaye), à Bilbao et au Guipuscoa. Preuves de noblesse à Zarautz en 1593 par Miguel de Aniz Petrirena y Iturrondo, et à Motriko en 1668 par Clara de Amilibia y Aniz Petrirena. |

Famille Anizketa (Donosti) :
| Blason | Blasonnement : D'argent à la bande de gueules accompagnée de deux aigles du même, becquées et membrées d'azur, l'un en chef, l'autre en pointe. Commentaires : Maison noble de la ville de Saint-Sébastien dont Francisco de Anizketa était habitant en 1566. |

Famille Ansa (Cize - Irun) :
| Blason | Blasonnement : Parti, au 1 d'azur à trois coquilles d'argent posées en pal; au 2 d'or à deux (alias : trois) fasces de gueules. Alias : les mêmes armes en écartelé avec les coquilles 2 et 1. Commentaires : Maison de Saint-Jean-Pied-de-Port qui avait entrée aux États de Navarre. Une branche de cette famille se fixa à Irun, et une autre en Aragon. |

Famille Anxuberro (Labourd) :
| Blason | Blasonnement : D'or à trois marteaux d'azur posés 2 et 1, cantonnés de quatre étoiles de gueules, et accompagnées en pointe d'une onde d'azur et d'argent. Commentaires : Famille de Villefranque, près de Bayonne. |

Famille Anzu (Fontarrabie) :
| Blason | Blasonnement : De gueules au château d'or accosté de deux fleurs de lys du même et accompagné en pointe d'une onde d'argent et d'azur. À la bordure d'or chargée de huit feuilles de peuplier de sinople. |

### Ao
Famille Aoiz (Navarre):
| Blason | Blasonnement : D'or au griffon de sable, alias: de gueules au griffon d'or, et une bordure d'or. Commentaires : Famille du nom de la ville d'Aoiz en Navarre et qui était originaire de cette ville dont elle prit le nom, et créa des rameaux qui s'établirent dans La Rioja et en Aragon. |

Famille Aoiz (branche de Pampelune):
| Blason | Blasonnement : Ecartelé aux 1 et 4 d'or a l'aigle de sable, aux 2 et 3 de gueules à quatre bandes d'argent chargées de mouchetures d'hermines de sable. |

### Ap
Famille Apalategui (Guipuscoa):
| Blason | Blasonnement : D'or au sautoir de gueules chargé en son centre d'un sanglier au naturel. Alias: coupé, au 1 d'or au sautoir de gueules; au 2 aussi d'or au sanglier au naturel sur une terrasse de sinople. Commentaires : Ancienne maison noble de Lazkano, près de Tolosa, où existaient deux maisons de ce nom : Apalategui-Arresi et Apalategui-Acecoa, celle dernière essaimant en divers cités du Guipuzcoa. Preuves de noblesse devant la Justice de Getaria en 1474 par Pascual de Apalategui, et à Ataun, en 1647, par Bernardo de Apalategui et ses fils. |

Famille Apat (Bussunarits):
| Blason | Blasonnement : De gueules à la croix pommetée d'or. Commentaires : La maison noble d'Apat était patronne de la cure de la paroisse de Bussunaritz, en Basse-Navarre, et donnait à ses propriétaires entrée aux États de Navarre dans le corps de la noblesse. Oger d'Ahaxe, seigneur du palais d'Apat, de Bussunarits, est compris en 1388 dans un rôle des caballeros et señores depalacios qui servaient le roi de Navarre avec armes et chevaux. |

Famille Apat (Basse-Navarre):
| Blason | Blasonnement : D'or à deux loups de sable posés l'un sur l'autre. À la bordure de gueules chargée de huit flanchis d'or. Commentaires : Ancienne maison dont plusieurs membres se trouvèrent auprès des rois de Navarre et de Castille à la bataille de Las Navas de Tolosa en 1212. |

Famille Apestegui (Basse-Navarre):
| Blason | Blasonnement : D'azur au pal d'argent accompagné de deux coquilles du même,. Commentaires : Ancienne maison déjà connue sous le règne du roi de Navarre Thibaut 1er qui confirma ses privilèges à cette maison en 1234. Une branche était établie à Errazu en vallée du Baztan, et une autre à Larraga, en Navarre, près de Tafalla. Le seigneur d'Apestegui assista aux États de Navarre pour cette maison noble en 1666-1668, 1676, 1678 et 1681. |

Famille Aphara (Ayherre):
| Blason | Blasonnement : Différences entre dessin et blasonnement : Le taureau n'est pas représenté "passant" mais arrêté.. D'argent au taureau passant de sable. Commentaires : La maison noble d'Aphara donnant droit d'entrée aux États de Navarre passa au XVIIe siècle en la famille de Belsunce-Harreguy. Filiation établie depuis Jean de Belzunce, né vers 1652 à Gréciette. |